# Duché de Touraine
Le duché de Touraine est une ancienne région du Moyen Âge, mentionnée depuis 1312, recouvrant le sud-ouest du Bassin parisien, de part et d'autre de la vallée de la Loire. Il correspond aujourd'hui au département d'Indre-et-Loire.

## Histoire
L'existence des premiers comtes de Tours est attesté par Grégoire de Tours, évêque de cette ville et qui publia une histoire universelle du monde et de l'église en 572. La Touraine était alors un duché constitué de deux provinces (Poitiers et Tours). On ne retrouve plus mention de ce duché avant le XIVe siècle. Le comté qui fit l'objet de nombreux conflits entre les comtés de Blois et d'Anjou aux IXe et Xe siècles, fut remporté par ce dernier et en devint un fief à partir de 1044. Devenu possession du royaume d'Angleterre, il est conquis par Philippe-Auguste en 1204 et devient une province de France mais également une sénéchaussée héréditaire. À la suite de la bataille de Bouvines en 1214 qui entraînera le traité de Chinon, Jean sans Terre est contraint d’abandonner ses droits sur ce comté. Le comté est érigé en duché à partir de 1312 et devient ce que l'on appelle sous l'Ancien Régime, la province française de Touraine.

### Articles liés
- La conquête de la Touraine par le comté d'Anjou, cf. Histoire, l'extension du domaine angevin sous Foulques Nerra
- Histoire de l'Anjou, cf. Le comté d'Anjou, l'essor angevin
- Touraine angevine
- Château de Tours, résidence des comtes d'Anjou